# The Letter (jogo eletrônico de 2017)
The Letter é uma visual novel de terror desenvolvido e publicado pelo estúdio filipino YangYang Mobile para Microsoft Windows, macOS, Linux, iOS e Android. Foi lançado em 24 de julho de 2017.

## Jogabilidade
O jogo é dividido em sete capítulos, abrangendo 700.000 palavras durante todos os caminhos, e em cada capítulo o jogador tem o controle de um dos protagonistas. O jogo é acima de tudo contado no formato de Visual Novel (Romance Visual), onde a decisão do jogador afeta o relacionamento com os outros personagens e os diferentes caminhos que podem ser tomados. Dependendo das escolhas, o jogador pode alcançar diversos finais. Os recursos do jogo são a dublagem totalmente em inglês e alguns quick-time events (Eventos rápidos) que podem ser desabilitados. Uma árvore enraizada ajuda a acompanhar o progresso enquanto um jornal dentro do jogo narra os eventos em ordem cronológica.

## Enredo
A Mansão Ermengarde, uma mansão inglesa do século XVII, é alvo de rumores de que esta mansão esteja assombrada por um espírito vingativo. Vários desaparecimentos têm sido ligados a mansão enquanto pessoas viviam na vizinhança relataram ter visto e ouvido coisas sobrenaturais. Tais relatos foram dispensados por serem considerados uma farsa, então a mansão foi posta a venda pela Corporação Bryan Realty (Bryan Realty Corporation). Antes de sua magnífica abertura para público, Isabella Santos, uma agente sob comando da BRC, estava fazendo uma reverificação quando ela acidentalmente descobre uma carta pavorosa, pondo em ação eventos sobrenaturais.

## Desenvolvimento
O jogo foi inspirado pelos filmes de terror japoneses Ju-on: The Grudge e The Ring, pelo quadrinho coreano Bongcheon-Dong Ghost e pelos jogos de RPG de terror japoneses (Japanese Role-Play Games) como Mad Father e Corpse Party. The Letter foi fundado no Kickmaster com $33.946 de 518 apoiantes, ultrapassando o objetivo de arrecadação que seria de $30.000. Um spin-off gratuito com o título de The Diary foi lançado em fevereiro de 2016 para sistemas Android e iOS. O jogo é uma prequela e contem registros do diário de Rebecca Gales, uma das protagonistas de The Letter. Diversos dubladores trabalharam neste jogo, incluindo Amanda Lee, que voz a Isabella Santos, também cantando a música tema "Letters Goodbye", Melissa Sternenberg como Rebecca Gales, Howard Wang como Ashton Frey, Anthony Sardinha como Zachary Steele, Amber Lee Connors como Hannah Wright, Curtis Arnott como Luke Wright e Elsie Lovelock como Marianne McCollough.

## Receção
O jogo conseguiu diversas críticas positivas. Chloe Spencer da Kotaku disse que "tirando alguns problemas do jogo, o valor da repetição, e o excelente trabalho da animação e do trabalho artístico fazem jogo transmitir uma experiência divertida". Jarren Navarrete da Sirus Gaming deu uma avaliação de 9 pontos de 10 possíveis, afirmando que "é um dever para os fãs de jogos de terror jogarem este jogo".
Lori May da Bonus Stage deu uma nota 6 de 10 pontos possíveis, alegando que "fãs assíduos de Visual Novels e de jogos de estilo japonês provavelmente irão pensar que este jogo vale o tempo deles, especialmente se eles gostaram de jogos de terror mais amenos". Johnathan Kevin Castillo da GameGulp deu uma classificação "quentinha" e disse que "é um grande esforço para YangYang Mobile fazer um jogo como este. Mesmo que The Letter tenha seus defeitos, os sustos e os jump scares fazem a experiência valer a pena".